# Кливаж

Механизм формирования кливажа.

Кливаж (от фр. clivage — расслаивание, расщепление; в русских работах по геологии XIX — начала XX века диагональная сланцеватость) — расслаивание горных пород на тонкие листы или пластины, которое наблюдается в местах распространения возникших вследствие тектонических движений линейных складок слоёв земной коры. Иногда данным термином называют любую трещиноватость горных пород или же считают синонимом понятия «сланцеватость», что с научной точки зрения является неправильным.
Кливаж особенно хорошо заметен в так называемых кровельных сланцах — глинистых сланцах с толщиной пластин до доли миллиметра; в известняках и песчаниках, имеющих более толстые и грубые пластины, проявляется не так заметно. Кливаж происходит под воздействием воды, выделяемой минералами при метаморфизме горных пород, и перекристаллизации минералов в условиях сжатия, перпендикулярного по отношению к их осевым плоскостям, под влиянием чего в земной коре образуются линейные складки. Сжатие кристаллов минералов происходит в плоскости, которая перпендикулярна оси сжатия, что приводит к образованию внутренней ориентированной плоскопараллельной структуры породы, а их плоская ориентировка принимает направление, также перпендикулярное осевым плоскостям, вследствие чего порода приобретает свойство раскладываться на пластины в том же направлении. Если имеет место сильная перекристаллизация, когда размер плоских ориентированных кристаллов превышает 1 миллиметр, то это приводит к появлению у породы свойства сланцеватости.
На рубеже XIX — XX веков в России синонимом термина «кливаж» было понятие диагональной (или вторичной) сланцеватости, наблюдаемой не только у слоистых пород, но и у пород, лишённых слоистости, а в слоистых обыкновенно не совпадавшая с направлением слоистости. Характерной особенностью диагональной сланцеватости считались следующие моменты: что она сохраняет одно и то же простирание на значительных пространствах; что она встречается исключительно в так называемых складчатых горах; что она присуща как осадочным, так и изверженным породам, слагающим такие горы; наконец, что она пересекает первичную сланцеватость (то, что понимается под термином собственно «сланцеватость» ныне) и слоистость под некоторым углом, величина которого колеблется в пределах от 0° до 90°.
Диагональная сланцеватость была известна геологам ещё в конце XVIII века, но только в 1837 году братья Роджерс впервые выяснили связь в её простирании в Аллеганах с осью поднятия горной системы, как выражались в то время. В 1846 году Баур в Германии, а в 1847 году Шарп в Англии высказали мнение, что диагональная сланцеватость возникла под влиянием бокового давления, которое выдвинуло и сами горы. Это мнение, подкреплённое с тех пор громадным числом наблюдений, стало к концу XIX века общепринятым. Независимо от совпадения простирания диагональной сланцеватости с направлением бокового давления, выдвинувшего горы, её вторичное происхождение под влиянием механических сил иллюстрировалось как различными механическими деформациями составных частей горных пород, обладающих этой сланцеватостью, так и случаями деформации окаменелостей в осадочных породах с диагональной сланцеватостью. Особенно хорошо диагональная сланцеватость была выражена в палеозойских, а также и других глинистых, филлитовых, серовакковых и тому подобных сланцах; но наблюдалась также и в других породах.
Было предпринято несколько попыток искусственного воспроизведения кливажа. В 1856 году Сорби воспроизвел его тем, что подвергал давлению глину, смешанную с листочками железной слюдки: в результате получалась масса, в которой все листочки были расположены параллельно друг другу и своими широкими плоскими поверхностями перпендикулярно к направлению давления. Впоследствии Тиндаль и Добрэ произвели такие же опыты с воском, глинами и другими веществами и доказали, что для образования диагональной сланцеватости нет надобности в присутствии пластинчатых и листоватых минералов, как думали раньше и как думал Сорби: кливаж образуется при некоторой пластичности подвергаемой давлению массы в каждой породе.